# Nicolas Wild
Ne doit pas être confondu avec Nick Wilde.
Pour les articles homonymes, voir Wild.
Nicolas Wild est un auteur français de bande dessinée né le 13 mai 1977 à Ingwiller.

## Biographie
Nicolas Wild suit la formation de l’atelier d’illustration à l’École des arts décoratifs de Strasbourg. En juin 2000 est publié son premier ouvrage : Le Bourreau. Il fait ensuite des séjours aux États-Unis, en Inde et en Afghanistan. Il co-scénarise avec Boulet Le Vœu de Marc, dessiné par Lucie Albon et paru en 2005. En 2007 est publié le premier volume de Kaboul Disco, Comment je ne me suis pas fait kidnapper en Afghanistan, suivi en 2008 d'un second tome, Comment je ne suis pas devenu opiomane en Afghanistan. Après deux séjours en Iran, il publie Ainsi se tut Zarathoustra, qui reçoit le Prix France Info en 2014. Après avoir participé à la série Les Autres Gens, il scénarise et dessine Kaboul Requiem : un thé avec les Talibans, paru en 2018.

## Publications
- Le Vœu de Marc (coscénariste), tome 1 de la série Le Vœu de..., éditions La Boîte à bulles, 2005  (ISBN 978-2-84953-028-3)
- Kaboul Disco (dessinateur et scénariste)
  1. Comment je ne me suis pas fait kidnapper en Afghanistan, éditions La Boîte à bulles, 2007  (ISBN 9-782-84953-053-5)
  2. Comment je ne suis pas devenu opiomane en Afghanistan, éditions La Boîte à bulles, 2008  (ISBN 978-2-84953-054-2)
- Les Autres Gens (bande dessinée collective - épisodes 62 et 164), éditions Dupuis
- Ainsi se tut Zarathoustra (dessinateur et scénariste), éditions La Boîte à bulles, 2013  (ISBN 978-2-84953-107-5)
- Kaboul Requiem (dessinateur et scénariste) 
  1. Un thé avec les Talibans, éditions La Boîte à bulles, 2018  (ISBN 978-2-84953-291-1)
- Mondo Disco (dessinateur et scénariste), éditions La Boîte à bulles, 2019  (ISBN 978-2-84953-352-9)
- À la maison des femmes (dessinateur et scénariste), éditions Delcourt, 2021  (ISBN 978-2-41301-352-5)
- A quoi pensent les Russes, éditions La Boîte à bulles, 2023  (ISBN 978-2-84953-472-4)

## Distinctions
- Festival d'Angoulême 2014 : Sélection officielle pour Ainsi se tut Zarathoustra
- Prix France Info de la BD d'actualité et de reportage 2014 pour Ainsi se tut Zarathoustra
- Festival de bande dessinée de Cracovie 2016 : Invité officiel pour la traduction en polonais par Wojtek Birek de Ainsi se tut Zarathoustra (en polonais : Tako milczy Zaratustra) chez timof i cisi wspólnicy (pl)  (ISBN 978-83-63963-86-6)